# Dietwin
Dietwin of Theoduinus, (overl. 23 juni 1075) was van 1048 tot 1075 de 25e bisschop van Luik.
Dietwin was afkomstig uit Beieren. Na het overlijden van bisschop Waso werd hij rechtstreeks benoemd tot rijksbisschop van Luik door keizer Hendrik III. Hendrik III brak daarmee met de bestaande traditie, waarbij de bisschop door het kapittel van Sint-Lambertus werd gekozen. De keizer wilde ermee aantonen dat hij hoogste soevereiniteit bezat in dit gebied dat tot het Heilige Roomse Rijk behoorde.
In januari 1049 begonnen de bisdommen Luik, Utrecht en Metz een expeditie tegen Dirk IV van Holland, wat resulteerde in de dood van de graaf van Holland. De regio werd onder het keizerlijk gezag gesteld.
Van gravin Richilde van Henegouwen koopt hij het graafschap Henegouwen voor honderdvijfenzeventig pond aan goud. Het gebied geeft hij als leen aan de hertogen van Neder-Lotharingen. Na de dood van Hendrik III, krijgt hij van diens opvolger Hendrik IV bevestiging van steun en eveneens bevestiging van zijn bezittingen.
Hij overleed op 23 juni 1075 en ligt begraven in de Onze-Lieve-Vrouwekerk in Hoei, waarvan de crypte nog gedeeltelijk bestaat. Zijn graf is daar nog aanwezig. Hij werd opgevolgd door Hendrik I van Verdun.